# Tramont-Émy
Tramont-Émy település Franciaországban, Meurthe-et-Moselle megyében. Lakosainak száma 28 fő (2022. január 1.). Tramont-Émy Vicherey, Favières, Tramont-Lassus, Tramont-Saint-André és Vandeléville községekkel határos.

## Népesség
A település népessége az elmúlt években az alábbi módon változott:
| Lakosok száma | 44   | 37   | 39   | 35   | 34   | 31   | 29   | 28   | 28   | 28   |
|               | 1968 | 1982 | 1990 | 2006 | 2013 | 2015 | 2017 | 2019 | 2020 | 2022 |